# Вичулкі (Сохачевський повіт)
Вичулкі (пол. Wyczółki) — село в Польщі, у гміні Сохачев Сохачевського повіту Мазовецького воєводства.
Населення — 116 осіб (2011).
У 1975-1998 роках село належало до Скерневицького воєводства.

## Демографія
Демографічна структура станом на 31 березня 2011 року:
|          | Загалом | Допрацездатний вік | Працездатний вік | Постпрацездатний вік |
| -------- | ------- | ------------------ | ---------------- | -------------------- |
| Чоловіки | 63      | 19                 | 35               | 9                    |
| Жінки    | 53      | 8                  | 30               | 15                   |
| Разом    | 116     | 27                 | 65               | 24                   |